# آگنیشکا کاویورسکا
آگنیشکا کاویورسکا (لهستانی: Agnieszka Kawiorska؛ زادهٔ ۲۹ ژانویه ۱۹۸۲) بازیگر اهل لهستان است.
از فیلم‌ها یا مجموعه‌های تلویزیونی که وی در آن‌ها نقش داشته‌است، می‌توان به نشانه، کمیسر آلکس، کارول: مردی که پاپ شد، پدر متیو، رنگ‌های خوشبختی، طایفه، عشق اول، ع چون عشق، دوستان، کاتین، هتل ۵۲ و در خوشی و سختی اشاره نمود.